# یوکا تانو
یوکا تانو (انگلیسی: Yūka Tano؛ زادهٔ ۷ مارس ۱۹۹۷) بازیگر اهل ژاپن است.